# Un duel abracadabrant
Un duel abracadabrant è un cortometraggio del 1901 diretto da Ferdinand Zecca.